# Noël Fontanet
Pour les articles homonymes, voir Fontanet.
Noël Fontanet est un dessinateur, illustrateur et caricaturiste suisse, né le 24 décembre 1898 à Genève et mort le 16 mars 1982 dans la même ville. 

## Biographie

### Origine et famille
Noël Fontanet naît le 24 décembre 1898 à Genève, dans le quartier de Saint-Gervais. Il est originaire d'Italie, du village piémontais de Fontanetto Po, et de Thônex, dans le canton de Genève. Son père, Gaudenzio Fontanetto, émigre du nord de l'Italie vers l'Argentine avant de revenir en Europe et d'être engagé comme maçon à Genève puis d'y ouvrir une épicerie à Thônex ; sa mère se nomme Marie Cantoia.
Il est l'époux de Norma Cremona, avec qui il a quatre fils, dont le conseiller national et conseiller d'État Guy Fontanet (le cadet) et l'écrivain Jean-Claude Fontanet (l'aîné).

### Formation
Après un apprentissage de peintre en lettres, il suit des cours à l'école des beaux-arts de Genève de 1914 à 1918.

### Parcours professionnel et artistique
Son premier dessin est publié en 1914 dans le journal humoristique genevois le Papillon. Il travaille d'abord comme décorateur au Grand Théâtre, puis comme graphiste à Paris dans les années 1920. Une fois de retour à Genève, il dessine des caricatures pour de nombreux périodiques, dont Le Pilori de Georges Oltramare de 1923 à 1960 et le bulletin de Vigilance, et devient responsable de l'atelier publicitaire de la Société générale d'affichage, d'environ 1925 à 1953). Il réalise plusieurs centaines d'affiches de tout genre et pastiche notamment deux histoires de Rodolphe Töpffer,.
Profondément anticommuniste, il est engagé dans l'extrême-droite, au sein de l'Union nationale, ce qui se reflète dans ses œuvres politiques, avec une affection particulière pour les sujets historiques. Son style est sobre, mais le contenu acerbe voire violent. Trois de ses caricatures provoquent même des incidents diplomatiques. Il est également le fondateur, en 1934, des « Petits-fils de Töpffer », un groupe secret de contestataires, composés de membres de l'U.N., de jeunes démocrates et de jeunes chrétiens-sociaux, dont l'un des coups d'éclat (parmi une septantaine) est de faire accueillir en 1936 un sosie de Haïlé Sélassié à la gare de Genève-Cornavin trois quarts d'heure avant l'arrivée du vrai empereur éthiopien, qui n'y trouve alors plus personne,.
Il travaille par ailleurs pour plusieurs sociétés patriotiques locales.

### Mort, obsèques et sépulture
Il meurt paisiblement le 16 mars 1982 à Genève.
Ses obsèques se déroulent le 19 mars en l'église Saint-Paul de Cologny. Sa tombe se trouve au petit cimetière de Chêne-Bougeries.